# Asociación Nacional para la Conservación de la Naturaleza
Fundación Alberto Motta 
La Asociación Nacional para la Conservación de la Naturaleza, o ANCON, es una organización no gubernamental sin ánimo de lucro panameña que gestiona la Reserva Natural Punta Patiño ubicada en la provincia de Darién en Panamá. Punta Patiño es una reserva natural de 263 km² de selva y humedales en el sureste del país. Es la reserva privada más grande del país.
ANCON fue fundada en 1985 y según la organización, su misión es de «conservar la naturaleza y la biodiversidad de Panamá por las presentes y las futuras generaciones».

## Donantes
ANCON cuenta  con el respaldo de empresas aliadas que están comprometidas con la sostenibilidad ambiental y con el deseo de mejorar la gestión ambiental en Panamá, como lo son:
- Fundación Alberto Motta
- Fundación Felipe Motta
- GRUPO ASSA
- Copa Airlines
- Banco General (Panamá)
- Manzanillo International Terminal
- Bahia Motors
- GALA (Galindo, Arias y Lopez)
- Grupo Residencial
- Chevron Texaco
- Cervecería Nacional, S.A.[3]